# پیتستون (پنسیلوانیا)
پیتستون (به انگلیسی: Pittston) شهری در ایالت پنسیلوانیا کشور ایالات متحده آمریکا است که جمعیت آن در سرشماری سال ۲۰۱۰ میلادی، ۷٬۷۳۹ نفر بوده‌است.